# مشير (ليبيا)

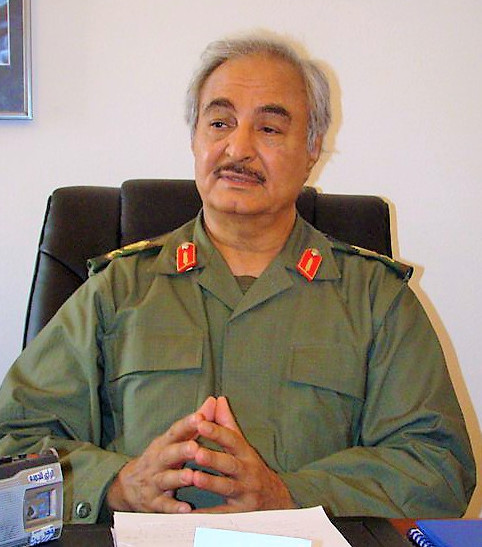

مشير (بالإنجليزية: Field marshal)‏ هي رتبة عسكرية رفيعة المستوى، وتكون أعلى رتبة في بعض الجيوش. وهي رتبة عسكرية من خمس نجوم في القوات المسلحة الليبية. تمت ترقية اللواء خلفية حفتر قائد الجيش الوطني الليبي منذ 2 مارس 2015، إلى رتبة المشير في 14 سبتمبر 2016 بقرار من مجلس النواب، وهو هيئة تشريعية المنتخبه في مدينة طبرق الكائنة في المنطقة الشرقية من ليبيا (منطقة برقة قديمًا).
تمت ترقية خليفة حفتر تقديرًا لقيادته «عملية البرق المفاجأة»، والاستيلاء على الموانئ النفطية الرئيسية الأربعة (السدرة، وراس لانوف، والبريقة والزويتينة) في خليج سرت من جهاز حرس المنشآت النفطية الليبية خلال الحرب الأهلية الليبية.
كان معمر القذافي قائد الجيش السابق للجماهيرية العربية الليبية الشعبية الاشتراكية العظمى يستخدم رتبة عقيد.